# Josep González
Josep González i Cambray (Lérida, 10 de marzo de 1972) es un político español , ingeniero técnico industrial y licenciado en marketing, que ha desarrollado su actividad profesional en el ámbito de la administración pública de Cataluña. Fue consejero de Educación del Gobierno de la Generalidad de Cataluña por ERC desde mayo de 2021 hasta junio de 2023.
Como director general de Centros Públicos en el Departamento de Educación de la Generalidad de Cataluña de 2018 a esta parte, durante la pandemia de Covid-19 fue el responsable del dispositivo por el retorno a las clases presenciales en infantil, primaria y secundaria.
El 24 de mayo de 2021 fue anunciado como futuro consejero de Educación de la Generalidad de Cataluña en el Gobierno de Cataluña presidido por Pere Aragonés en sustitución de Josep Bargalló. Fue uno de los veintiún detenidos en la operación Vóljov. El 12 de junio fue substituido como consejero por Anna Simó, política catalana.